# Hermonville
Hermonville – miejscowość i gmina we Francji, w regionie Grand Est, w departamencie Marna.
Według danych na rok 1990 gminę zamieszkiwały 1124 osoby, a gęstość zaludnienia wynosiła 85 osób/km².